# Myrträsket (Lycksele socken, Lappland, 717693-165814)
Myrträsket är en sjö i Lycksele kommun i Lappland och ingår i Umeälvens huvudavrinningsområde.